# 모에소녀위키
모에소녀위키(중국어: 萌娘百科, 병음: Méngniáng bǎikē 멍냥바이커[*], 한자음: 맹랑백과, 영어: Moegirlpedia 모에걸피디아[*])는 애니메이션, 만화, 게임, 라이트 노벨, 중어권 용어로 설명하자면 ACGN 관련 주제를 다루는 중국어 위키이다.

## 역사
모에소녀위키는 2010년 10월 11일 '그린댐소녀위키'(綠壩娘wiki)라는 이름으로 개설됐다. 그 후 '중화모에소녀소백과'(中華萌娘小百科)로 한차례 이름을 변경했다가, 2011년 5월 1일 해당 명칭을 축약한 '모에소녀위키'(萌娘百科)로 공식 명칭을 확정지었다.
모에소녀위키의 등재 문서 수는 2015년 1만 개를 돌파했다. 2016년엔 2만 개 문서 수를 돌파했다. 2019년엔 4만 개 문서 수를 돌파했다. 2020년 초엔 6만 개 문서 수를 돌파하며, 1,400명의 월간 활성 회원 기록을 달성했다. 동년 8월에 7만 개 문서 수를 돌파하며, 월간 활성 회원은 2,300명을 넘어섰다. 모에소녀위키는 다양한 소셜 네트워크 서비스 계정을 개설했고, 2019년 시나 웨이보 플랫폼 계정이 45만 팔로워를 달성하였다. 2022년 창립 12주년을 앞두고 모에소녀위키는 사이트 운영을 돌연 중단했고, 10월 31일 운영 재개와 함께 내용 검열 강화 조치를 공지했다. 2023년 2월 15일부터는 위키 내부에 광고를 게재하기 시작했다.

## 내용
모에소녀위키는 위키백과처럼 모든 내용은 누리꾼의 자발적 편집으로 이루어지고 있으며, 누구나 자유롭게 편집할 수 있는 개방된 ACG 관련 위키 사이트이다. ACG 및 동인 관련 정보를 공유하는 사이트로, 누구나 편집자가 되어 오타쿠가 좋아하는 문서를 편집할 수 있다. 중국어, 영어, 일본어 위키 프로젝트를 운영하고 있다. 모에소녀위키는 팬들의 기부를 통해 운영되기도 했는데, 2015년 모금된 금액만 해도 2만 위안을 넘었다.
모에소녀위키는 애니메이션, 만화, 게임을 주제로 '완전하고 정확한 일본식 ACG 위키'를 목표삼고 있다. "만물이 모에화되는 위키위키~"라는 표어를 내걸고 ACGN 관련 캐릭터, 작품, 용어 등을 수록한다. 여성 캐릭터, 모에화 작품 및 중화권 작가 오리지널 작품을 주로 수록하는 경향이 있고, 대량의 오타쿠 문화 용어도 같이 수록됐다. 초기의 모에소녀위키는 여성 캐릭터와 여성 모에화 캐릭터만 등재했지만, 나중에 남성 캐릭터와 오타쿠 문화 용어까지 등재하면서 중국 오타쿠들이 ACGN을 즐기는 하나의 본거지가 됐다.
모에소녀위키는 "만물 모에화"라는 표어대로 모든 문서는 모에의 형태로 수록된다. 예를 들어 바닥에 무기력하게 누워있는 아스키 아트 '_(:з-{」}-∠)_'는 원피스를 입고 있는 장발 소녀 '오월병표정소녀'로 모에화되어 등재됐다. '학과' 분류에는 '모에 번역 공자쟝의 논어'(萌译孔子酱的论语), '모에 번역★손자병법'(萌译★孙子兵法), 모에화 주기율표 등 문서가 있고, 중국, 일본, 미국 등의 모에화 캐릭터도 등재됐다. 모에소녀위키 소유사 멍파이 설립자 천루이(陳睿)는 이에 대해 "우리는 단순 최근 젊은이들의 취미와 심미에 부합한 새롭게 모에화된 겉포장으로 여러분의 이해를 돕고싶다"라며 답했다.